# Явора
Явора — (старі назви — Явора Верхня, Явора Долішня, Явори) село в Україні, в Турківській міській громаді Самбірського району Львівської області. Населення становить 1332 осіб. Орган місцевого самоврядування — Турківська міська рада.

## Географія
Село розташоване в Українських Карпатах, на березі річки Стрий, поруч з райцентром Турка, всього за 4 кілометри від нього. Через село пролягає автодорога Т1402, яка зв'язує Турківський район з Трускавцем, Бориславом і трасою Е 471 у Миколаївському районі, біля села Пісочна. Також від села починається невелика автодорога, яка зв'язує Малу і Велику Волосянки з трасою Н 13. Навколо села — одразу дві залізничні станції Бойківська та «Явора».

## Історія
Село було засноване в XIII столітті. Заклали його на місці непрохідних яворових лісів відважні люди, які героїчно захищали свою землю від ворога. У цьому нас переконують зображення мучеників-воїнів (початок XIII ст.) на звороті ікони Івана Златоуста. Колись тут була фортеця Собань, яка захищала від розбійницьких нападів торговельний шлях з Угорщини на Самбір і Львів, відомий як «Руська путь».
1349 рiк — Галичина була захоплена Польським королівством. А тутешні землі увійшли до складу Самбірського повіту, Руського воєводства.
Перша письмова згадка про село Явора припадає на 1431 рік. Саме тоді польський король Ягайло надав привілей за військові заслуги угорському графові Іванові Волоху та його синам — Занкові, Ходку, Іванкові на землі в Турківщині. Один з його синів — Занко — осів у Яворі, започаткувавши тут шляхетський рід Яворських.
Яворські мали придомки: Бальович, Бобрович, Цибович, Червакович, Дубін, Фаєвич, Гольдич, Горошкевич, Юсипович, Ігнацевич, Косачевич, Котарбович, Леневич, Ліскович, Мартич, Острашевич, Петрусевич, Перкевич, Пішкович, Романович, Зубович, Шустійович та інші.
1772 рік — Галичину захопила Австрійська імперія, а село увійшло до складу Самбірського циркулу Королівства Галичини і Лодомерії, а з 1856 року — до Турківського повіту.
Після закінчення Першої світової війни у 1918 році, Австро-Угорська імперія розпалась. У листопаді 1918 року на західноукраїнських землях постала ЗУНР, на яку відразу напала Польща. Село підпорядковувалось Самбірському військовому округу, Львівської області.
До кінця липня 1919 року полякам (за допомогою прибулої з Франції Армії Галлера) вдалось захопити територію Галичини. Явора, відповідно до нового адміністративного поділу, увійшло у 1920 року до Турківського повіту, Львівського воєводства.
У 1930-х Явора була одним із центрів КПЗУ. Спершу 1931 року вони надавали допомогу страйкарям лісопильні в Турці, а 1932 року поліція заарештувала 12 селян-комуністів, з них 7 осіб засуджено у Самборі до тюремного ув'язнення.
Вересень 1939 р. — СРСР анексував Галичину. Село 17 січня 1940 року було включене до Турківського району Дрогобицької області УРСР.
У межах примусової колективізації радянські окупанти 1940-го організували в селі колгосп імені Леніна. Правда, проіснував він до того часу, коли у село увійшли інші — німецькі окупанти.
Червень 1941 року — Німеччина напала на СРСР, захопивши українські землі. Село перебувало у складі Дистрикту Галичина, який був включений до Польського генерал-губернаторства. У вересні 1944 р. село було звільнене від німецьких окупантів, увійшовши до складу спершу Дрогобицької, а потім до Львівської області УРСР.
Під час Німецько-радянської війни в Червону Армію пішло 278 односельчан, з них 62 — загинули смертю хоробрих, 62 — нагороджені орденами і медалями.
На початку 1960-х років у селі було збудовано Явірську гідроелектростанцію.
У 1967 році встановлено обеліск на честь односельців, які загинули на війні.
Були й серед місцевих жителів ті, які боролись за незалежність України у лавах повстанців УПА. Зокрема, у радянських документах згадуються такі жителі села, причетні до повстанського руху як Голдич Микола, Гошівський Микола (Габрусишин), Зиґмунд Франк, Ігнацевич Марія Павлівна, Ігнацевич Степан Михайлович, Романович Дмитро Якович, Романович Єва (за чоловіка — Михайла — виселена на Сибір), Романович Іван Іванович, Юсипович Микола Іванович, Яворський Михайло Степанович.
Після повернення радянської влади, створено радгосп «Комсомолець» із центральною садибою у Яворі. За місцевим радгоспом у радянські часи було закріплено 1774 га сільгоспугідь, зокрема 530 га ріллі. У селі вирощували льон, картоплю, розводили велику рогату худобу.
У селі працював лісопильний та асфальтно-бетонний заводи, початкова та восьмирічна школи, дитсадок, народний дім, два фельдшерсько-акушерських пункти, будинок побуту, відділення зв'язку та шість магазинів.

## Церкви
Церква Вознесіння Господнього постала у 1995 році за проектом турківських архітекторів Михайла Лофія та Івана Бесєдіна. Розташована на схилі гори, мурована з білої цегли з дерев'яними верхами. Хрещата в плані, з прямокутним вівтарем, бабинцем, та укороченими бічними раменами. до вівтаря по боках прилягають прямокутні ризниці. Наву на низькому дерев'яному світловому восьмерику вінчає приплюснута баня, завершена ліхтарем з маківкою і хрестом. Дві менші бані на невеликих восьмериках вінчають двосхилі дахи бабинця і вівтаря.
Церква належить до Православної церкви України.
Церква перенесення мощів Святого Миколая постала у 1902 році, а у 1956 році – згоріла. У 1990 році розпочалося будівництво нової церкви шляхом розбудови існуючої дзвіниці. Нова церква належить до ПЦУ. Первісно до дзвіниці, перетвореної на бабинець, приставили ширшу наву і вужчий вівтар з двома захристіями. Наву і вівтар вкрили низькими восьмибічними наметами на восьмериках. Пізніше над всіма трьома об'ємами встановили шоломові бані на високих світлих восьмериках.

## Сучасне село
У сучасній Яворі процвітає зелений туризм. Зокрема, приймають гостей Агрооселя «У Ліди» і Агрооселя «ЧерТур».
У селі працюють сімейна лікарська амбулаторія, НВК, будинок культури і бібліотека.
Також діють такі приватні підприємства як МПП «Ромашка», СФГ Юсиповича І. І., ТзОВ «Берест-2005», ТзОВ «МІК», ТзОВ «Рута», АТзОВ «Прикарпаття», ТзОВ «Хімтех», ТзОВ «Термінал», ПП «Лілія-91», ССГ «Мрія».
У 2006 році була модернізована занедбана радянська гідроелектростанція. На даний час офіційно оформлена як ТзОВ «Явірська гідроелектростанція».

### Мова
Розподіл населення за рідною мовою за даними перепису 2001 року:
| Мова       | Кількість | Відсоток |
| ---------- | --------- | -------- |
| українська | 1327      | 99.63%   |
| російська  | 5         | 0.37%    |
| Усього     | 1332      | 100%     |

## Відомі люди
- Романович Михайло Михайлович (1995—2014) — солдат Збройних сил України, учасники російсько-української війни.
- Яворський Василь (1854—1926) — український галицький громадсько-політичний діяч.
- Стефан Яворський (1658—1722) — український та російський філософ і релігійний діяч.